# الشارة الخضراء (مسرحية)
الشارة الخضراء (بالإنجليزية: Badger's Green)‏ هي مسرحية كوميدية بريطانية عام 1930 كتبها آر. إس. شريف لدى إحدى الشركات خطط طموحة لإعادة تطوير قرية الشارة الخضراء الهادئة والخلابة. يقوم السكان بحملة مقاومة وتقرر في النهاية تسوية مستقبل القرية من خلال لعب مباراة كريكيت.
افتتحت المسرحية في الأصل في يونيو 1930 في مسرح أمير ويلز بلندن، وعرضت 35 عرضًا فقط، فقد عدلت للشاشة ثلاث مرات: نسخة 1934 بطولة فاليري هوبسون  نسخة 1938 بطولة موريس دينهام ونسخة 1949 بطولة غاري مارش. عدلت أيضًا للتلفزيون مرتين: نسخة مفقودة الآن، 1938على تلفزيون بي بي سي، ونسخة 1958 وهي جزء من مسرح التلفزيون (آي تي في)، فقدت أيضًا.